# Pseudione compressa
Pseudione compressa är en kräftdjursart som beskrevs av Sueo M. Shiino 1964. Pseudione compressa ingår i släktet Pseudione och familjen Bopyridae. Inga underarter finns listade i Catalogue of Life.